# Fra Damiano da Bergamo

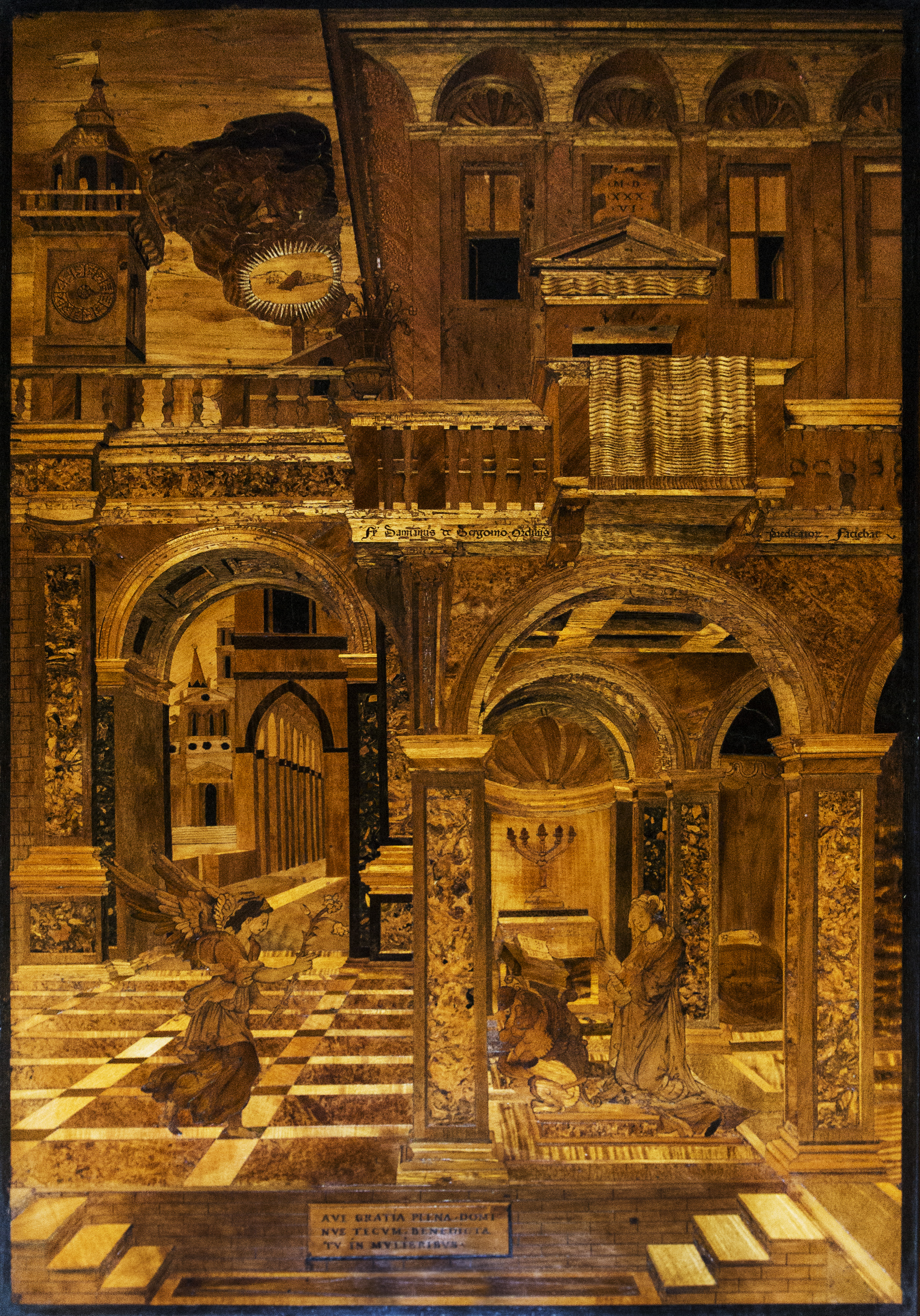
Annunciazione, basilica di San Pietro (Perugia), firmato al centro "Fra Damianus de Bergomo Ordinis Predicatori"

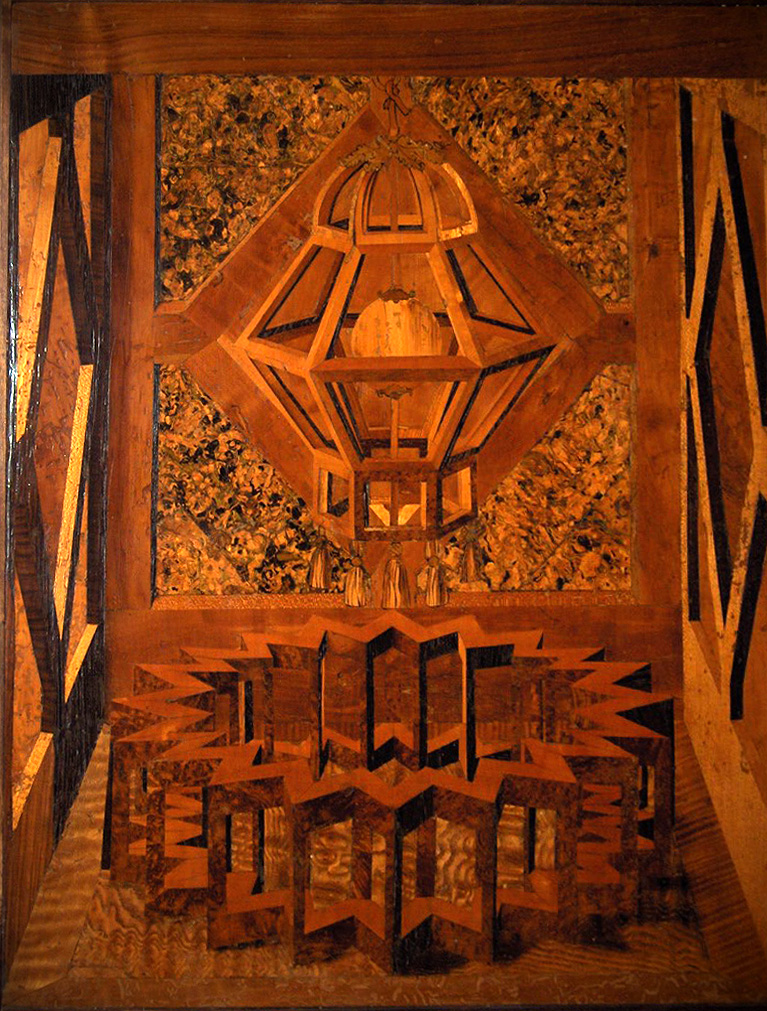
Tarsia con solidi geometrici, Museo della basilica di San Domenico, Bologna

Fra Damiano Zambelli, o de Zambelli detto Damiano da Bergamo (Zogno, 1480 circa – Bologna, 30 agosto 1549), è stato un intarsiatore e religioso italiano.

## Biografia
Fra Damiano Zambelli nacque probabilmente intorno al 1480 a Zogno in provincia di Bergamo nella frazione denominata Endenna, da Antoniolo detto marengone originario di una famiglia di falegnami, per questo quando entrò nei domenicani del convento di Santo Stefano in Bergamo, probabilmente non ancora ventenne, tra il 1496 e il 1502, periodo mancante di testimonianza scritta, gli venne assegnato il ruolo di faber lignarius. Pur non conoscendo particolari della vita del padre, è maggiormente conosciuto il fratello Stefano, anche lui intarsiatore e di cui si conosce la realizzazione del coro della basilica di San Pietro a Perugia.Si firmò sempre come fra Damiano da Bergamo perché questa era la città che l'aveva affiliato come frate converso. Fra Damiano, era un frate laico che doveva dedicarsi oltre che alla preghiera ai servizi manuale, venendo nominato intarsiatore esecutore, dovendo tradurre su legno, con legni differenti per darne la gradazione cromatica, i disegni di pittori e architetti. 
Venne mandato a Venezia alla scuola di Sebastiano da Rovigo conosciuto come Schiavon o “fra Bastian virgol” per la sua camminata claudicante, verosimilmente entro il 1505 anno della morte del maestro, probabilmente nei primi anni del 1500, perché nel 1504 fu incaricato per la realizzazione delle tarsie del coro della chiesa di Santo Stefano in Bergamo, su commissione di Alessandro Martinengo Colleoni, nipote del condottiero Bartolomeo Colleoni. Dell'esperienza veneziana con fra Sebastiano, rimane traccia nelle due tarsie raffiguranti Piaza de Bergamo e Brixia Magnipotens, che pur essendo state realizzate per onorare le due città del Martinengo, sono anche riconducibili per impianto compositivo, ai lavori del frate veneziano.La chiesa venne poi distrutta nel 1561 per la costruzione delle mura della città. 
Il lavoro delle tarsie venne eseguito con l'aiuto dell'allievo Giovan Francesco Capoferri di Loveree completato entro il 1520.
Non tutte le formelle della chiesa di Santo Stefano ci sono pervenute: sono 31 quelle conservate nella chiesa di San Bartolomeo.
Nel 1522 fra Damiano non viene invitato per la realizzazione delle tarsie del coro della basilica di Santa Maria Maggiore, per le quali viene scelto il pittore Lorenzo Lotto per la creazione dei disegni, mentre per la realizzazione degli intarsi il giovane Capoferri. Questo creò amarezza nel frate che si sentì defraudato della possibilità di realizzare una grande opera, proprio da parte di quelli che furono i suoi collaboratori. Per molti anni scriverà lettere di lamentele con richiesta di chiarimenti alla Congregazione della Misericordia Maggiore.

Documentata la sua presenza a Venezia nel 1526, quando vi era presente anche Lorenzo Lotto, il quale, proprio per evitare questo incontro che non sarebbe stato gradito, si allontanò dalla città lagunare come risulta da una lettera, dove lamenta la situazione rincresciosa che si era creata tra i due personaggi: 
(Luigi Chiodi.- Lettere inedite di Lorenzo Lotto - 1968)
Mandato a Bologna nel 1526, attraverso la trasfiliazione, entrò nei Domenicani di Bologna nel 1528 dove fu nominato frate predicatore; eseguì la sua prima opera come intarsiatore ebanista nel coro della chiesa domenicana di San Giacomo a Soncino. 
Grazie a questo lavoro venne rinominato intarsiatore, principale esecutore del tarsie del coro della basilica di San Domenico a Bologna, per quella che era la cappella che ospitava l'Arca di san Domenico intarsi eseguiti con l'aiuto del fratello Stefano e il parente Giovan Francesco figlio di Lorenzo Zambelli. Nel 1534 fu però eletto priore padre Battista da Milano in sostituzione di padre Foscarari, che tanto aveva sostenuto lo Zambelli, ma che aveva raggiunto il suo quarto priorato. Il nuovo consiglio decise che, ultimati i lavori per la cappella dell'Arca, più nessun lavoro d'intaglio doveva essere commissionato a fra Damiano Zambelli, avendo questi un costo troppo elevato troppo gravoso per la comunità.
(Vittorio Polli - Le Tarsiedi San Bartolomeo)
 Per questo i lavori furono portati a termine solo dal 1541 al 1549.
Nel 1536 lavorò presso la chiesa di San Pietro di Perugia, nel 1540 nel duomo di Genova sempre con l'aiuto di Francesco Zambelli
Fra Damiano morì il 30 agosto 1549. Fu sepolto nel cimitero del convento accanto a padre provinciale Stefano Foscarari (1470 ca-1547), il priore che per tanti anni lo aveva sostenuto nel lavoro delle tarsie ma che non vide ultimate. Quando fu ultimato il coro, fu inserita l'incisione: Fra Damianus Bergomas Conversus Ordinis Praedicatorum fecit MDL. Molti furono gli elogi che ricevette in vita ma molti encomi anche successivamente, tra questi vi fu frate Agostino Terzi, che scrisse in riferimento alle tarsie della chiesa di Bologna: “[…] choro reputato uno dei maggiori miracoli che siano oggi al mondo”, così come l'elogio funebre pubblicato da frate Leandro Alberti